# Gossau SG
Gossau (pro odlišení od jiné stejnojmenné obce označováno také jako Gossau SG) je město ve švýcarském kantonu St. Gallen. Nachází se na západě kantonu, žije zde přibližně 18 tisíc obyvatel. 

## Geografie

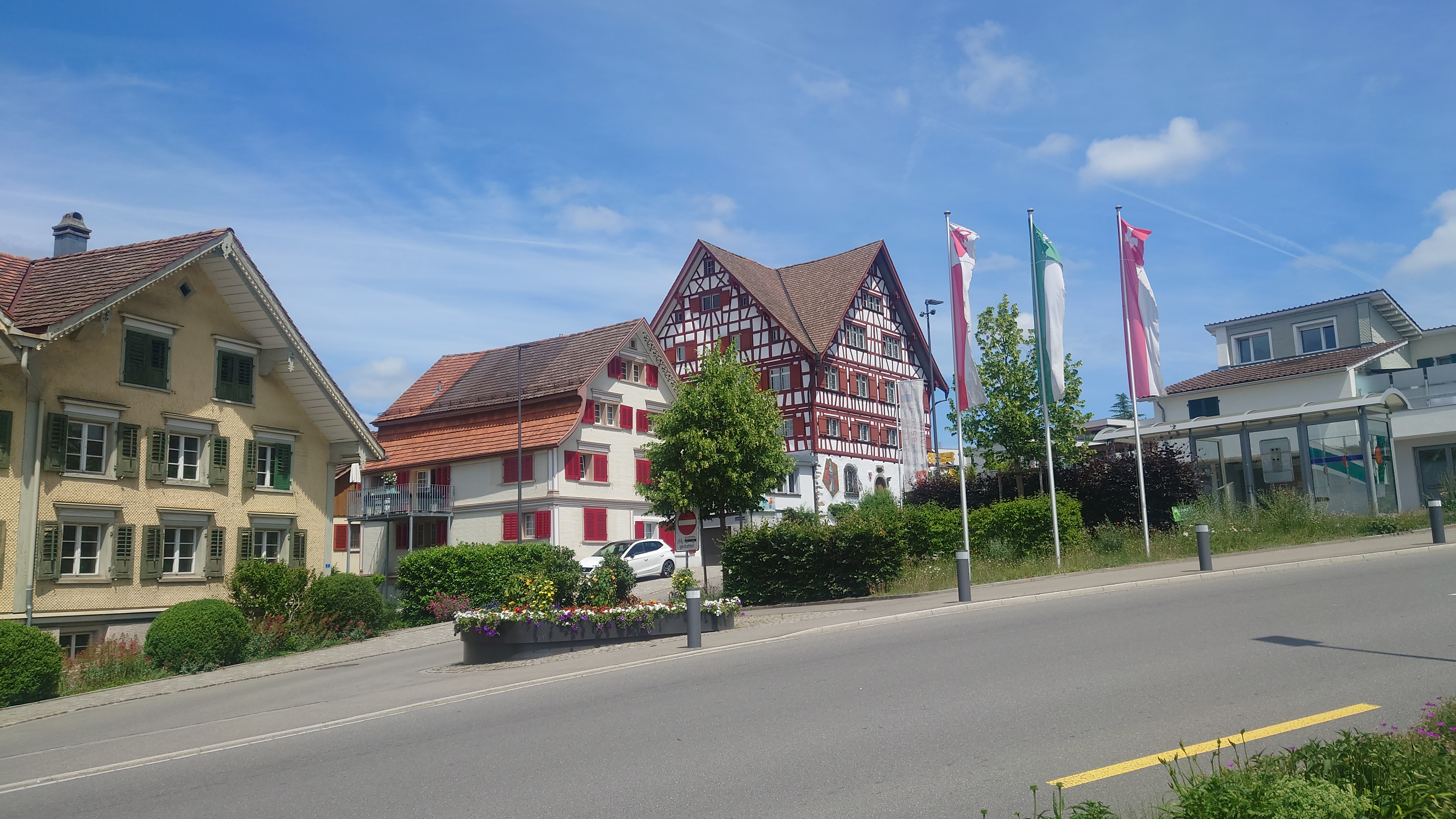
Arnegg

Gossau se nachází mezi městy St. Gallen a Wil v oblasti zvané Fürstenland. Celá rozloha města činí 2 751 hektarů. S Gossau sousedí na východě St. Gallen a Gaiserwald, na severu Waldkirch a Andwil, na západě Niederbüren, Oberbüren a Flawil a na jihu Herisau.
Město Gossau zahrnuje Mettendorf, Niederdorf, Oberdorf a Watt a obce Albertschwil, Enggetschwil, Geretschwil, Hochschoren, Hueb, Matten, Neuchlen, Rain, Rüeggetschwil, Rüti, Wilen, Zinggenhueb, Erlen, Herzenwil a Stöcklen. Vesnice Hölzli, Landegg a Neuegg patří k Arneggu. Oberarnegg patří k obci Andwil.
V době ledové zde odnož Rýnského ledovce navršila před Sitterskou roklí plochou pokrývku až po Wil. Když ledovec roztál, zanechal po sobě řadu morén. Jejich pozůstatky jsou patrné například na kopcích, které podpírají tři školní budovy na severu Gossau. Dalšími svědky doby ledové jsou tzv. drumliny (ledovcové suťové kopce); řada těchto protáhlých zaoblených vyvýšenin se táhne od Arneggu směrem k Niederbürenu a Waldkirchu. Na jihu lemují protáhlou kotlinu, v níž leží Gossau, kopce Appenzellerlandu.
Tající vody doby ledové vyplnily Gossauskou rovinu obrovským množstvím písku a štěrku. Voda se vsakovala do štěrku. Kvůli neprostupné molasové vrstvě nenašla cestu dolů a dosud tvoří bohatou zásobárnu podzemní vody.
Nadmořská výška železniční stanice Gossau je 638 m n. m. Nejnižší bod v okolí města je u mlýna Henessenmühle ve výšce 570 metrů. Nejvyšší bod je na jihu v oblasti Rosengarten. Nejvyšší bod se nachází jižně od Roserwaldu u Schochenbergu ve výšce 820 m n. m.

## Historie

Gossau (1949)

Kolem roku 400 př. n. l. v oblasti pravděpodobně žili Keltové. V 5./7. století oblast osídlili Alamani. Název Gossau pochází ze starohornoněmeckého Gôʒʒes ouwa, což znamená „Au des Gôʒʒo“ a připomíná alamanského osadníka, který si zde na bažinatém terénu nebo v jeho blízkosti postavil hospodářství. Místo je poprvé zmíněno 24. října 824 jako Cozesaua a Cozesouva v listině, v níž jistý Freddo daroval svůj zděděný majetek v Gossau klášteru v St. Gallenu výměnou za doživotní vydržování.
Od 8. století získal klášter svatého Havla v Gossau rozsáhlá území a založil zde Kehlhof, z něhož v roce 957 vznikl opatský dvůr Gossau. Patronátní právo nad dvorem bylo prodáno v roce 1166 a po několika změnách majitelů se v roce 1373 vrátilo klášteru St. Gallen. V roce 744 byl poprvé podezříván kostel a v roce 910 je zmiňován jako kostel patřící klášteru St. Gallen.
V pozdním středověku se obyvatelé snažili odtrhnout od kláštera St. Gallen a spojili se s městem St. Gallen a dalšími obcemi ve Fürstenlandu, proto bylo v roce 1428 během appenzellské války městečko vypáleno. Kníže-abbé Ulrich Rösch rozšířil svrchovanost knížecího opatství, v roce 1486 připojil farnost Gossau ke klášteru St. Gallen a v roce 1487 mohl na základě císařského privilegia převzít vrchnostenský dvůr v jádrové oblasti knížecího opatství (Alte Landschaft). Od roku 1491 tvořil dolní dvůr, který byl založen při otevření opatství v roce 1469, součást vrchního dvora St. Gallenu.
Obyvatelé Gossau se postavili na odpor proti knížecímu opatství a vybírání desátků tím, že se v letech 1528–1531 připojili k Waldkirchské alianci a reformaci. Odpor se rozhořel v 18. století proti válečným reparacím po tzv. válce dvanácti, v roce 1746 v Bossartově obchodu proti dani ze zvonů a v letech 1793–1798 vedl z Gossau k revolučnímu hnutí ve Fürstenlandu vedenému Johannesem Künzlem. Demokratické požadavky lidu z velké části uspokojil kníže-abbé Beda Angehrn smírnou smlouvou sjednanou na zemském sněmu (Landsgemeinde) v Gossau 23. listopadu 1795.
Za helvétské éry vznikla v roce 1798 Fürstenlandská republika s hlavním městem Gossau, která byla zpočátku začleněna do kantonu Säntis a byla založena obec Gossau. Ta se v roce 1803 Napoleonovým zprostředkovatelským aktem stala součástí nově založeného kantonu St. Gallen.
Od 13. století až do roku 1800 bylo hlavní činností v Gossau zemědělství. Od 15. století se zde pěstoval len pro město St. Gallen a jeho obchod se lnem a později se zde také tkalo plátno. V 17. století vznikl cechovní systém pro řemeslníky. Kvůli levnému dovozu obilí bylo v 19. století pěstování obilí vytlačeno chovem skotu a mléka. V roce 1850 byla na hradě Oberberg postavena první sýrárna.
Výstavba silnic a železnic ve druhé polovině 19. století podpořila industrializaci v textilním průmyslu (především vyšívání) a později také v kovoprůmyslu a strojírenství. Důsledky krize textilního průmyslu po první světové válce popsala v roce 1938 spisovatelka Elisabeth Gerterová. Ve 20. století se Gossau stalo nejdůležitějším potravinářským centrem ve východním Švýcarsku.

## Obyvatelstvo
| Rok            | 1910 | 1930 | 1950 | 1970   | 1990   | 2010   | 2020   |
| Počet obyvatel | 8434 | 7846 | 8289 | 12 639 | 15 675 | 17 688 | 17 879 |

Od roku 1950 se počet obyvatel v Gossau prudce zvýšil. V roce 1961 byla poprvé překročena hranice 10 000 obyvatel a s výstavbou dálnice v roce 1969 zaznamenala obec další nárůst. Počet obyvatel tak nepřetržitě rostl až do přelomu tisíciletí. S přibližně 18 000 obyvateli je Gossau po St. Gallenu, Rapperswil-Jona a Wilu čtvrtým největším městem kantonu St. Gallen. Gossau se skládá z městských částí Oberdorf, Mettendorf, Zentrum, Rosenau, Gozenberg, Mooswies, Niederdorf a obce Arnegg. Většina obyvatel žije v Mettendorfu.

## Hospodářství
Gossau je důležitým obchodním místem východního Švýcarska. Podniky v Gossau poskytují přibližně 10 500 pracovních míst. V první řadě jsou to významné podniky potravinářského průmyslu. Svými velkými distribučními centry jsou zde zastoupeny společnosti Migros a Coop, své sídlo zde má i družstvo Migros Ostschweiz. V 19. století se v Gossau nacházela továrna na výrobu prášku Marstal.

## Doprava

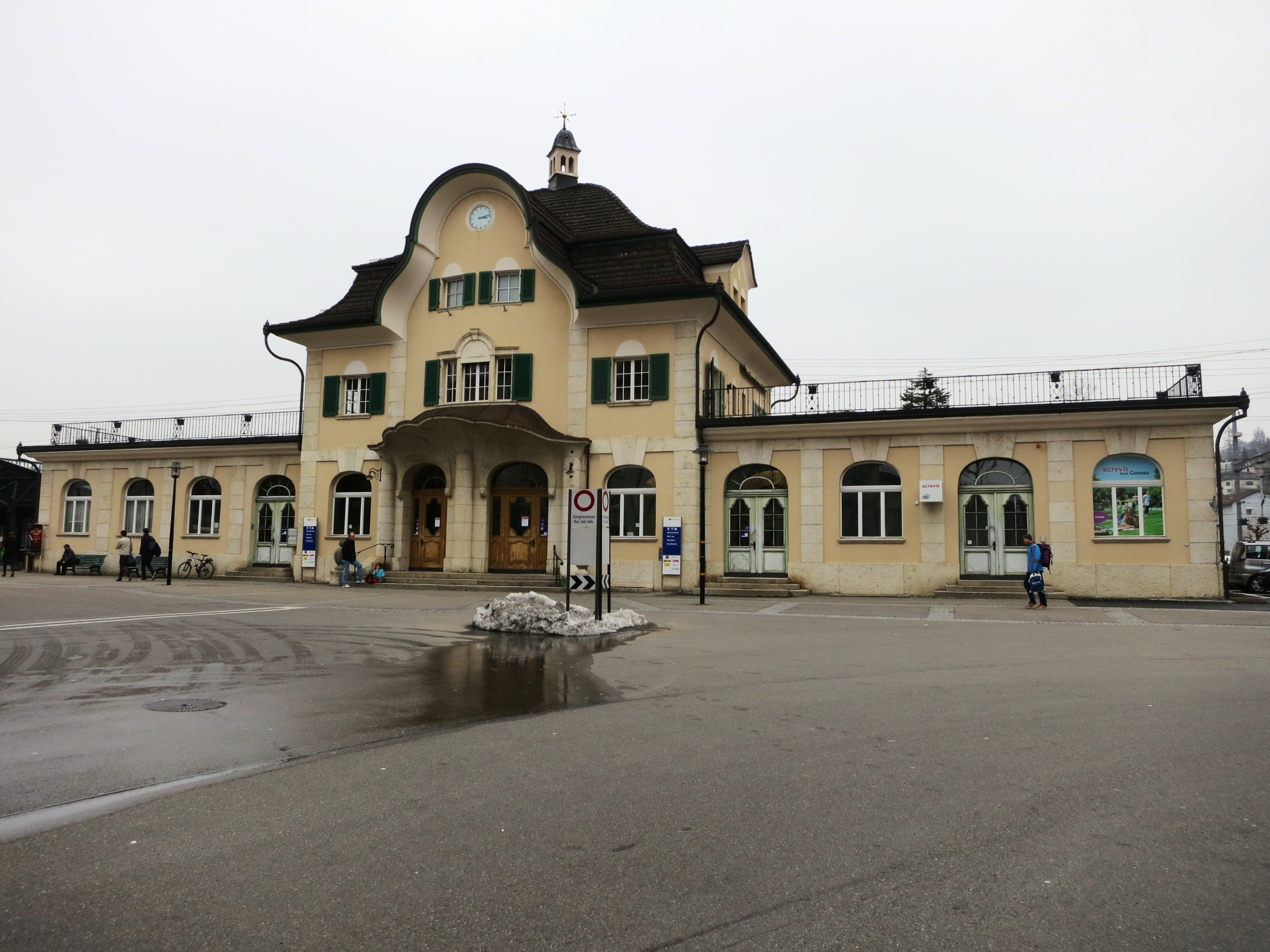
Železniční stanice Gossau

Výstavba appenzellské železnice z Gossau do Herisau (dnes součást Appenzeller Bahnen) a růst obce vedly v roce 1913 k přemístění nádraží v Gossau z jeho prvního umístění poblíž náměstí na současné místo.
Gossau leží na křižovatce spojovacích os St. Gallen–Curych a jižní Německo – Thurgau – Appenzellerland. Odpovídajícím způsobem jsou zde rozvinuty silnice (dálnice A1, hlavní silnice č. 7) a železnice (SBB a Appenzeller Bahn). A1 zajišťuje napojení na celostátní silniční síť; pět kantonálních silnic spojuje Gossau s okolím: hlavní silnice č. 7 do Wil a do St. Gallenu, kantonální silnice č. 8 přes Flawil na hlavní silnici č. 16 do Toggenburgu, kantonální silnice č. 9 přes Bischofszell do Thurgau. Hlavní silnice č. 8 vede přes Herisau do Appenzellerlandu, který má být odlehčen dálničním přivaděčem A25 Gossau-Ost do Waldstattu.
Gossau leží na hlavní trati SBB Ženeva – Bern – Curych – St. Gallen. Existuje zde také přímé železniční spojení s Herisau a Appenzellem (úzkorozchodná dráha společnosti Appenzeller Bahnen) a také s Bischofszellem a Weinfeldenem. Autobusy Regiobus jezdí ve městě a okolí na pěti linkách, stejně jako Postbus na jedné lince.